# Lörrach (stacja kolejowa)
Lörrach – stacja kolejowa w Lörrach, w kraju związkowym Badenia-Wirtembergia, w Niemczech. Znajdują się tu 3 perony.